# Amyema caudiciflora
Amyema caudiciflora är en tvåhjärtbladig växtart som beskrevs av Danser. Amyema caudiciflora ingår i släktet Amyema och familjen Loranthaceae. Inga underarter finns listade i Catalogue of Life.